# Conferência da Mesa Redonda Holandesa-Indonésia

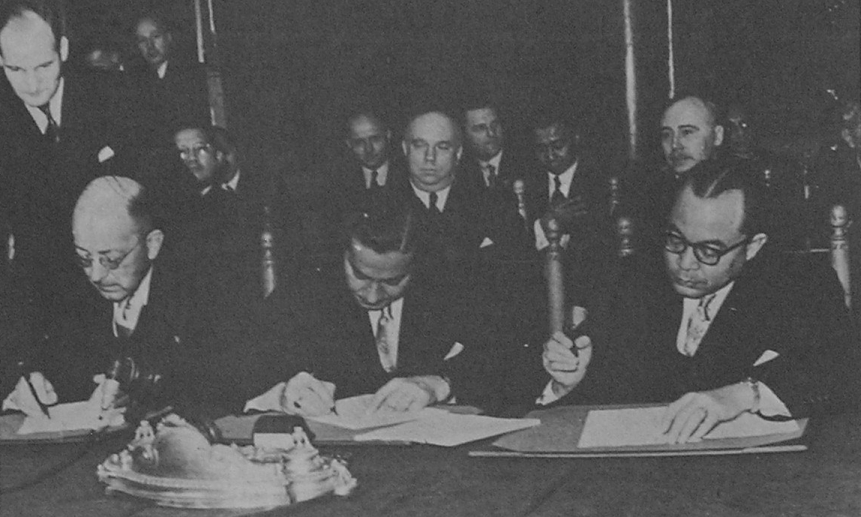
Johan van Maarseveen, Sultão Hamid II e Mohammad Hatta, 2 de novembro de 1949

A Conferência da Mesa Redonda Holandesa-Indonésia foi realizada em Haia de 23 de agosto a 2 de novembro de 1949, entre representantes do Reino dos Países Baixos, da República da Indonésia e da Assembleia Consultiva Federal, representando vários estados que os holandeses criaram no arquipélago indonésio.
Antes desta conferência, ocorreram outras três reuniões de alto nível entre a Holanda e a Indonésia; o Acordo de Linggadjati de 1947, o Acordo de Renville de 1948 e o Acordo de Roem–Van Roijen de 1949. A conferência terminou com a cessão de soberania aos Estados Unidos da Indonésia.

## Consequências
O parlamento holandês debateu o acordo e as câmaras alta e baixa ratificaram-no em 21 de dezembro de 1949 pela maioria de dois terços necessária. Apesar das críticas, em particular, à assunção da dívida do governo holandês pela Indonésia e à situação não resolvida da Nova Guiné Ocidental, a legislatura indonésia, o Comité Nacional Central da Indonésia, ratificou o acordo em 14 de Dezembro. A soberania foi transferida para os Estados Unidos da Indonésia em 27 de dezembro.
1. O Reino dos Países Baixos transfere incondicional e irrevogavelmente a soberania completa sobre a Indonésia para a República dos Estados Unidos da Indonésia e, assim, reconhece a República dos Estados Unidos da Indonésia como uma nação independente e soberana.
2. A República dos Estados Unidos da Indonésia aceita esta soberania com base nas disposições da sua Constituição; o Reino dos Países Baixos foi notificado desta proposta de constituição.[6]

O estatuto não resolvido da Nova Guiné Ocidental levaria à disputa de 12 anos. Os partidos políticos na Holanda consideraram a dissolução dos Estados Unidos da Indonésia em 1950 pela Indonésia na República da Indonésia original como um pretexto para não negociar mais sobre o estatuto da Nova Guiné, que foi prometido ser concluído em 1950, anulando o Acordo da Mesa Redonda, de acordo com o Lado indonésio. Em resposta, a Indonésia nacionalizou empresas e ativos holandeses e deixou de pagar a dívida acima mencionada. Por volta de 1956, a dívida remanescente (não reconhecida) da Indonésia era de cerca de ƒ 600 milhões. Isto significa que no período 1950-1956 já tinham sido pagos ƒ 3,8 mil milhões. Após a resolução do conflito em 1962, a Indonésia reiniciou o pagamento de cerca de ƒ 620 milhões. Até 1965, foram pagas 36 parcelas de valores desconhecidos. O restante foi pago a partir de 1976 em 30 parcelas com juros de 1% ao ano até o último pagamento em 2002.